# Waschbär Umweltversand

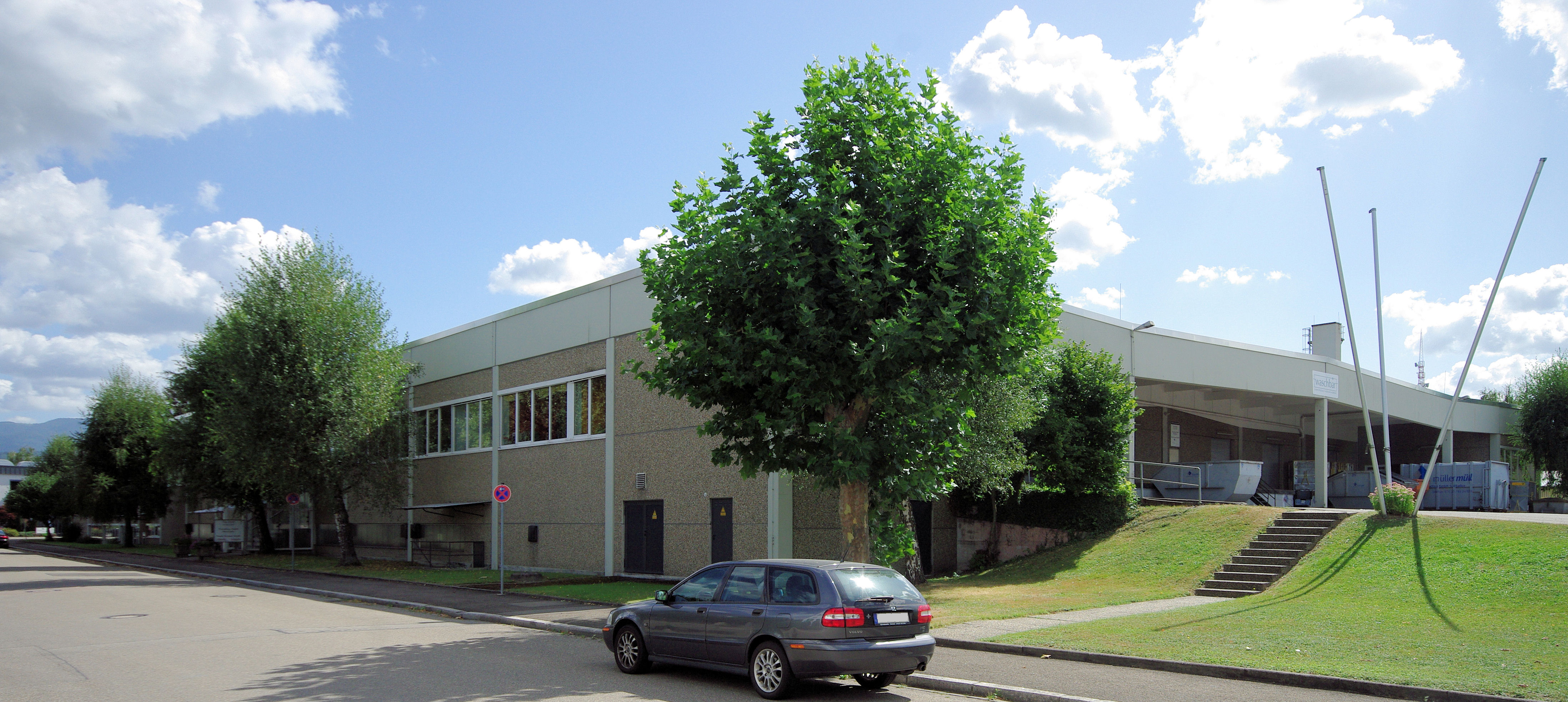
Betriebsgebäude in Freiburg

Waschbär ist ein Versandhandel für umweltgerechte und sozialverträgliche Produkte, der 1987 in Freiburg im Breisgau gegründet wurde. Geführt werden etwa 6.000 Artikel aus den Bereichen Naturtextilien (auch aus kontrolliert biologisch angebauter Baumwolle und nach dem Global Organic Textile Standard (GOTS) zertifiziert), Wäsche, Schuhe, Naturkosmetik (mit BDIH-Siegel), Naturmöbel (aus Holz aus nachhaltiger Forstwirtschaft) und Haushaltsartikel sowie extra ein Sortiment für Babys und werdende Mütter.

## Geschichte
Seit Bestehen engagiert sich Waschbär besonders für den Umweltschutz. Bei der Gründung 1987 durch Leo Pröstler vertrieb das Unternehmen zunächst eine Öko-Putzkiste, ab 1993 auch Naturtextilien. Bereits Mitte der 1990er Jahre beteiligte es sich an Windparks. Auch Wiederaufforstungsprogramme und Solarprojekte unterstützt es seitdem.
Im Jahr 2000 übernahm Waschbär die in Zahlungsschwierigkeiten geratenen Firmen Alb Natur Versandhandel und Alb Natur Einzelhandel. Diese Übernahme sowie Belastungen durch ein neues Logistikzentrum und einen Rückgang der Textilnachfrage führten nach Angaben des damaligen Geschäftsführers Leo Pröstler dazu, dass Waschbär 2001 Insolvenz anmelden musste. Im Jahr 2002 übernahm eine Investorengruppe mit dem Triodos Venture Capital Fonds als Hauptinvestor das Unternehmen und führte es als Teil der Triaz Unternehmensgruppe weiter. Zur Triaz-Gruppe gehören außerdem die Versandhäuser Vivanda GmbH (ehemals Panda Versand GmbH) sowie die PranaHaus GmbH. Seit 2001 lag die Unternehmensleitung bei Ernst Schütz, der seit 2007 auch Inhaber war. 2017 wurde die Triaz-Gruppe in eine sogenanntes Purpose Unternehmen umgewandelt.
Auf dem Versandhausberater-Kongress am 8. November 2017 im Kurhaus Wiesbaden wurde Waschbär als „Onlineshop des Jahres - 2017“ ausgezeichnet.
Seit 2024 ist Waschbär Eco-Management and Audit Scheme (EMAS)-zertifiziert.
Ende Februar 2025 beantragte Waschbär in Deutschland zwecks Sanierung ein Insolvenzverfahren in Eigenverwaltung. Die gleichnamige Gesellschaft in der Schweiz sei nicht betroffen. Das Verfahren wurde am 28. Mai 2025 eröffnet. Da sich kein Investor fand, der bereit war, das Unternehmen auf Basis des vorliegenden Sanierungskonzepts zu übernehmen, entschieden die Verfahrensbeteiligten im Juli 2025, den Betrieb des Unternehmens zum 30. September 2025 einzustellen. Auch die Schweizer Tochtergesellschaft beendet ihren Betrieb im Lauf des Jahres.

## Unternehmensverantwortung
Für sein „herausragendes Engagement im Bereich Umwelt und Soziales als Vorreiter ethischen Handelns“ wurde Waschbär 2005 mit einem Ethics in Business Award der von Ravi Shankar gegründeten Ethics in Business Foundation ausgezeichnet. Zum ethischen Verständnis von Waschbär zählt nach eigenen Angaben die Verantwortung für die berufliche Ausbildung junger Menschen oder das Einbeziehen der Mitarbeiter am Unternehmenserfolg genau so wie familienfreundliche Heim- und Teilzeitarbeitsplätze. Auch ein Frauenanteil von 50 % in der Führungsebene, Fairer Handel und sozial verträgliche Arbeitsbedingungen sollen das Selbstverständnis des Freiburger Unternehmens zeigen. 2005 hat Waschbär zusammen mit dem Logistik-Dienstleister DHL das „Grüne Paket“ entwickelt.
Im Jahr 2008 spendete Waschbär einen Teil der Verkaufserlöse an den Verein SOS-Kinderdorf. Damit wurde die Renovierung des Kinderdorfes in Sulzburg unterstützt, 20.000 EUR konnten an das Kinderdorf übergeben werden.
Das Unternehmen ist seit 2011 Mitglied der Fair Wear Foundation und setzt sich aktiv für soziale Arbeitsbedingungen weltweit ein.
Zum 25-jährigen Firmenjubiläum initiierte und finanzierte Waschbär in Höhe von 150.000 Euro ein „Erfahrungsfeld der Sinne“ in Freiburg, das Naturbewusstsein wecken soll. Aus dieser Initiative entstand der Nistplatz e. V., der das Erfahrungsfeld seither betreut.
Waschbär unterstützte das 2019 gegründete Volksbegehren Artenschutz – „Rettet die Bienen“.